# أليكس مكدونالد
أليكس مكدونالد (بالإنجليزية: Alex MacDonald)‏ (مواليد 14 أبريل 1990 في وارينغتون - إنجلترا) لاعب كرة قدم إنجليزي يلعب حاليا لصالح نادي الدرجة الممتازة بيرنلي الإنجليزي منذ 2008 في مركز المهاجم .

## روابط خارجية
- أليكس مكدونالد على موقع قاعدة بيانات كرة القدم.إي يو (الإنجليزية)
- أليكس مكدونالد على موقع Soccerbase.com (لاعب) (الإنجليزية)
- أليكس مكدونالد على موقع عالم كرة القدم.نت (الإنجليزية)